# Pskovsjön

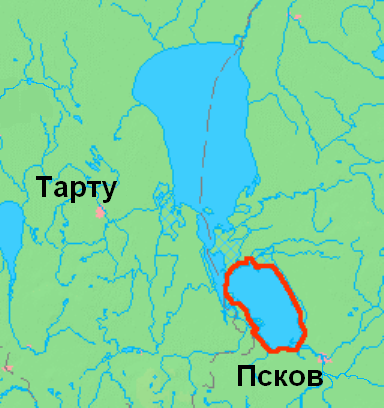

Pskovsjön är den södra delen av de stora sjön Peipus. Den ligger i huvudsak i Ryssland, men den nordvästra delen sträcker sig in i Estland. Arean är 708 kvadratkilometer och den utgör därmed 20 procent av Peipus yta. Sjön ligger 30 meter över havet. Floden Velikaja mynnar i södra delen av Pskovsjön. Den är namngiven efter den ryska staden Pskov som ligger vid Velikajas mynning. 